# Encuentro Memoria, Verdad y Justicia
El Encuentro Memoria, Verdad y Justicia (cuyas siglas son EMVyJ o EMVJ) es una coordinadora argentina de más de 300 organizaciones de derechos humanos, estudiantiles, sociales, sindicales y políticas que tiene a su cargo la organización de movilización anual contra la dictadura cívico-militar que gobernó el país entre 1976 y 1983. Se formó en el año 1996 para coordinar la movilización en el vigésimo aniversario del golpe de Estado y desde entonces es el espacio de coordinación no solamente de la marcha, la cual se realiza normalmente desde la Plaza del Congreso hasta la Plaza de Mayo, sino también del documento único leído en la finalización del acto realizado en escenario central.
A 41 años del Golpe de Estado por parte de Las Fuerzas Armadas (FF.AA) de la República Argentina, los dirigentes de Encuentro Memoria, Verdad y Justicia leyeron en el Acto realizado en Plaza de Mayo un nuevo documento en el que expresan su repudio a la destitución de un gobierno legítimo elegido democráticamente, exigen cárcel común a los genocidas cuyas causas son imprescriptibles, restitución de su identidad a todos los jóvenes apropiados, entre otros reclamos.